# Детлеф Вольтер
Детлеф Вольтер (нім. Voltaire Detlef) (6 грудня 1957) — німецький дипломат. Доктор юридичних наук (2001). Генеральний консул Німеччини в Донецькі (Україна) (2012—2015).

## Життєпис
Народився 6 грудня 1957 року. У 1983 році закінчив юридичний факультет, університет ім. І.Гутенберга в Майнці / університет Женеви. Контроль над озброєннями і міжнародне право, університет ім. Гумбольдта, Берлін. У 1985 році отримав Диплом магістра, міжнародні відносини, міжнародна політика, економіка, право, Колумбійський університет в Нью-Йорку. Стипендіат програми Фулбрайта, стажування при управлінні ООН з питань роззброєння, Секретаріат ООН, Нью-Йорк.
У 1985—1986 рр. — науковий співробітник, міжнародне право, університет ім. І.Гутенберга, Майнц.
У 1986—1988 рр. — аташе, МЗС ФРН, Бонн.
У 1988—1989 рр. — другий секретар, МЗС ФРН, Бонн.
У 1989—1992 рр. — перший секретар, відділ політики, Посольство Німеччини в Москві.
У 1992—1993 рр. — заступник Посла в Замбії, Лусака.
У 1993—1996 рр. — радник місії, відділ зовнішньоекономічних зв'язків, МЗС ФРН, Бонн.
У 1996—1999 рр. — радник Посольства, постійне представництво Німеччини при ЄС, Брюссель.
У 1999—2003 рр. — заступник керівника відділу з питань співробітництва з ЄС, з 2000 р. — керівник відділу Європейського економічного і валютного союзу, також мовного режиму ЄС, МЗС, Берлін.
У 2003—2005 рр. — радник Посольства, постійне представництво Німеччини при ООН, Нью-Йорк; Віце-президент Першого комітету Генеральної асамблеї ООН; керівник групи країн ООН, зацікавлених в практичних заходах з роззброєння.
Листопад 2005 — червень 2007 — керівник відділу з питань ЄС, державна канцелярія, федеральна земля Бранденбург, Потсдам.
Липень 2007 — липень 2010 — заступник Посла і повірений в справах в Саудівській Аравії, Ер-Ріяд.
Серпень 2010 — липень 2013 — директор, відділ по контролю над звичайними озброєннями та зміцнення довіри, безпеки і роззброєння Європи, МЗС, Берлін.
У 2013—2015 — Генеральний консул Німеччини в українському місті Донецьк.

## Автор публікацій
- Публікації німецькою та англійською мовами на теми міжнародної та зовнішньоекономічної політики, політики безпеки, ЄС і ООН.
- Лекції в Берлінському вільному університеті, Інститут Отто Зура, політичні науки, тема «The United Nations and Conflict Prevention».

## Нагороди та відзнаки
- Премія ім. Х. фон Мольтке за видатні роботи в галузі міжнародного права (2004 р.)[2]